# Alpha Protocol
Alpha Protocol és un videojoc de rol d'acció i sigil desenvolupat per Obsidian Entertainment i publicat per Sega. El joc tracta sobre les aventures d'agent de camp Michael Thorton. El joc va ser programat originàriament de ser posat a la venda el 27 d'octubre de 2009, però es va ajornar al 28 de maig a Europa i l'1 de juny de 2010 a Amèrica del Nord.
Després de la seua estrena, va tenir una crítica controvertida. Els seus elements narratius i el sistema de conversa van ser lloats, mentre que el seu sistema de control i de tirotejos va ser criticat de manera negativa.

## Jugabilitat

### Combat
Alpha Protocol es juga des d'una perspectiva en tercera persona, la qual cosa permet al jugador veure a l'agent Thorton en l'escenari a tot moment. Com Thorton és un agent de la CIA entrenat, les eines que disposa el jugador inclouen nombroses armes de foc, combat rajo a mà utilitzant la tècnica Kempo i diferents ginys de l'espionatge.
A més dels elements d'acció, el jugador també pot guanyar punts d'experiència en ser un joc de rol. Aquests punts es poden col·locar en qualsevol de les deu habilitats diferents que disposa Thorton. Aquestes habilitats augmentaran la capacitat de Thorton per utilitzar certes armes i atorgar capacitats diferents en elles (apuntar a més objectius, major precisió, etc.). Aquestes habilitats són d'ús gratuït (no consumeix cap tipus d'energia), però és necessari un «temps de reutilització» abans que puguin ser utilitzats de nou. Una habilitat, cridada "Tret en cadena" permet a Thorton per "escanejar" un grup d'enemics en càmera lenta abans de sortir de la cobertura i disparar a cadascun d'ells amb major rapidesa i precisió que un tret normal.

### Sistema de conversa
Alpha Protocol compta amb nombrosos personatges amb els quals interactuar. Les converses es produeixen en temps real, donant al jugador una quantitat limitada de temps per respondre en moments clau durant el diàleg (a diferència de jocs com la trilogia Mass Effect, en el qual el temps es deté en les decisions en conversa). El sistema de diàleg del joc permet al jugador triar entre tres actituds diferents, o "postures", en parlar amb un personatge no-jugable. Obsidian va declarar que aquestes opcions es basen en la personalitat dels "tres JB": Jason Bourne de la sèrie de novel·les i pel·lícules de El cas Bourne; James Bond de la seriï pel·lícules i llibres del mateix nom; i Jack Bauer de la sèrie de televisió 24, encara que el joc no utilitza aquests noms. Durant les seqüències de diàleg, el jugador és capaç de triar entre actituds com a "professional" (Jason Bourne), "suau" o "irònic" (James Bond), i "agressiu" (Jack Bauer), de vegades amb una breu descripció en l'opció del diàleg (com a "sarcàstic"). Una quarta opció de diàleg, cridada "especial", apareix disponible en algunes ocasions. Cada personatge no-jugable reaccionarà a aquestes opcions en diferents maneres: un personatge pot ser intimidat per una postura agressiva, mentre que un altre personatge pot enfrontar-se amb el jugador i mostrar-se encara més agressiu o derivar en un enfrontament. Mentre que en general les opcions de diàleg tenen conseqüències immediatament perceptibles, moltes d'elles no seran vistes fins molt més tard en el joc. Com cada conversa s'experimenta una vegada per recorregut, es necessiten múltiples partides per experimentar totes les possibles trames i desenllaços. Encara que el joc conté un total de dotze hores (aproximadament) de seqüències cinemàtiques, el jugador només experimentarà al voltant de quatre hores durant una partida.

### Estructura
Alpha Protocol està estructurat en missions. L'agent Thorton pot utilitzar pisos francs a cada ciutat amb la finalitat de passar desapercebut entre missions. Des d'un pis franc, Thorton pot canviar-se de roba, accedir al seu dipòsit d'armes, comunicar-se amb els seus contactes telefònics i accedir a missions secundàries. Algunes missions són fonamentals per al progrés de la història, mentre que unes altres són opcionals. El jugador pot comprar i vendre armes i equips dins del pis franc. Els pisos francs estan situats a les ciutats de Roma, Moscou, Taipei i Aràbia Saudita.

### Romanços
Thorton pot, de manera totalment opcional, tenir un romanç amb un dels quatre personatges femenins no-jugables de la història (també pot tenir un romanç amb més d'una, i fins i tot amb les quatre en la mateixa partida). Això s'aconsegueix, principalment, per l'elecció de les respostes correctes en les opcions de diàleg i guanyant reputació. També, si el jugador fa alguna missió en la qual estigui involucrada una de les noies en qüestió, ha de procurar no fer gens que pugui molestar-la (com per exemple, matar innocents) o mostrar una actitud professional, afable o agressiva (cada dona té les seves pròpies preferències, o "tipus d'home").

### Personalització
El jugador només pot portar dues armes alhora. Les pistoles (que provoquen danys lleus, però posseeixen major precisió) i els rifles d'assalt són les dues úniques classe que permeten fer tirs de precisió, i només les pistoles poden ser equipades per un silenciador. També pot fer ús de pistoles tranquil·litzants per evitar morts. Els rifles d'assalt fan més dany i posseeixen un abast més llarg, i es pot carregar amb diferents tipus de munició. Les escopetes i metralletes són bons a curta distància; mentre que el jugador pot carregar l'escopeta per efectuar un tret crític per derrocar a un enemic, amb la metralleta pot multiplicar el dany efectuat disparant consecutivament al mateix objectiu sense interrupció (un multiplicador apareix en pantalla indicant el dany).
Les armes poden ser personalitzades col·locant una sèrie de modificacions en una de les quatre ranures: precisió, abast, carregador, i ranura d'accessoris. Aquestes modificacions poden tenir efectes tant positius com a negatius sobre els atributs de l'arma: dany, precisió, reculada, estabilitat, i la grandària del carregador.
El jugador també pot seleccionar i personalitzar les seves armadures. La funció principal de l'armadura és proporcionar major resistència als cops per Thorton i fins i tot alguns posseeixen autocuració, però alguns vestits poden ser personalitzats per ser efectius en sigil·li o augmentar la quantitat de ginys que Thorton pot portar en el seu inventari.
El jugador pot triar també quines habilitats vol desenvolupar, la qual cosa els permet canviar el seu estil de joc d'una partida a una altra. El personatge pot millorar les habilitats per fer-ho més efectiu a matar els seus enemics de manera més letal (pistola, rifle d'assalt, escopeta, subfusell, arts marcials), ser més versàtil amb aparells (sabotatge o piratejo), més difícil de matar (duresa), ser més silenciós (sigil·li), o proporcionar beneficis diversos (aptituds tècniques).

## Argument
L'agent Michael Thorton és el membre més recent de "Alpha Protocol", un servei clandestí creat per dur a terme operacions encobertes fora de la responsabilitat del govern de Estats Units. La seva missió inicial és assassinar al capdavanter d'Al-Samad, Shaheed, després d'un atac terrorista contra un avió de passatgers en el Mitjà Orienti. Després de capturar Shaheed (qui Thorton pugues, o bé executar o alliberar) segons el líder terrorista Halbech, un contractista de defensa, li va vendre els míssils i li va donar tota la informació necessària per dur a terme l'atac. Després de la transmissió de la informació, Thorton és atacat per un atac amb míssils i és donat per mort. És contactat per un membre d'AP, el qual informa a Thorton que el grup ha estat infiltrat per membres d'Halbech que volen a Thorton mort, per encobrir el fet que Halbech va proporcionar els míssils Al-Samad.
Tres llocs clau són revelats. Les ubicacions es poden reproduir en qualsevol ordre i els esdeveniments que tenen lloc pot influir en les interaccions que es produeixen altres llocs. El desenvolupament i desenllaç de la història es determina amb les accions, converses i missions que el jugador efectuï.

## Rebuda

### Recepció crítica
Alpha Protocol va rebre comentaris dividits dels crítics, amb puntuacions que van des del 2/10 de Destructoid a 81/100 de PC Gamer. Mentre que Obsidian esperava que el joc guanyés al voltant de 80 punts sobre 100, la seva puntuació era molt menor, segons l'agregador de revisions Metacritic.
El joc va rebre comentaris negatius. Es va criticar el tiroteig per falta de polidesa i no haver estat refinat, i es va trobar que la intel·ligència artificial era poc desenvolupada per la majoria dels crítics. Rich McCormick de PC Gamer va anomenar el combat "simplista" i el joc "flotant", però va quedar impressionat per la complexitat i extensió del sistema de personalització de les armes. Charles Onyett d'IGN tenia una visió menys entusiasta del sistema de personalització i considerava que només era útil. També va criticar altres mancances del joc, com el sistema de cobertura poc fiable, les trobades repetitives de combat i les lluites per parelles subcompartides. Christian Donlan va gaudir de la lluita pel cap per canviar el ritme del joc. Kevin VanOrd de GameSpot va criticar la càmera del joc per no ser fiable i la coberta per ser inconsistent. També va assenyalar que la pobra IA va dificultar les parts de sigil·li i que els escenaris de combat no coincideixen amb la personalització dels jugadors, cosa que suposa la frustració dels jugadors. Nicholas Tan de Game Revolution va assenyalar problemes amb la pobresa d'utilitzar habilitats especials i un mal joc, especialment en els nivells anteriors del joc. Va gaudir dels minijocs, que va qualificar de "desafiants". No obstant això, Onyett i VanOrd van assenyalar que aquests mini-jocs no estaven dissenyats per a jugadors de PC. Justin McElroy de Joystiq va criticar el joc amb pistola, en el qual la precisió de les armes es basava en les seves estadístiques en comptes de l'orientació. Jim Sterling de Destructoid i Joe Juba de Game Informer van ser molt crítics amb el sistema de joc, que Sterling anomenava "abominable" i "arruïnat"; i Juba va dir que molts dels sistemes del joc són "arcaics i poc confortables".
La naturalesa de la part de rol del joc va rebre elogis de la crítica. Tant McCarmick com Tan els van agradar el temporitzador del Dialogue Stance System; van dir que proporciona una experiència de tensió per als jugadors perquè els obliga a triar ràpidament. McCormick va dir que la descripció de les opcions de diàleg no és suficient. Li agradava el respecte pel joc de les opcions dels jugadors i el seu efecte en certs resultats del diàleg, i conclou que aquestes opcions fan que la història sigui més personal per al jugador. Tan va elogiar el guió i la interpretació de la veu del joc, que va dir que estava ben escrit i excel·lent. Onyett va dir que el joc no era segur de la seva direcció, i que el joc era avorrit quan tracta de ser seriós i infantil quan tracta de ser divertit. Va elogiar el sentit de la progressió del joc, notant la llibertat dels jugadors en interactuar amb personatges del joc, tot i que es va decebre que alguns personatges no estiguessin suficientment formats i la majoria són "estereotips plans". VanOrd també va agrair el joc per respectar les opcions dels jugadors i les seves conseqüències en el món del joc i la naturalesa flexible de la trama. No obstant això, va quedar decebut per la narrativa, criticant-ho per manca de "ànima i caràcter". De la mateixa manera, McElroy va dir que el sistema d'elecció va ser arrossegat per la història avorrida i plana del joc. Juba va quedar decebut pel protagonista Michael Thorton, a qui sentia que no té personalitat, i que el sistema de posició de diàleg només és capaç de proporcionar opcions clixés.
La presentació del joc va rebre comentaris generalment negatius. Les seves imatges van ser considerades decebedores, amb crítiques que anomenaven els seus gràfics "suaus", "artísticament sense inspiració" i "datats". Tan va notar les deficiències tècniques del joc, criticant les seves textures i animacions. Onyett va compartir inquietuds semblants i va fer que els models del joc fossin poc comuns i avorrits. També va assenyalar el nombre d'errors i problemes de fotogrames per segon en el joc. VanOrd va criticar els "pop-ins" de textures i els llargs temps de càrrega de les textures. McElroy i Juba també van dir que el temps de càrrega del joc era molt llarg. Sterling no li va agradar gaire els gràfics del joc, dient que coincideix amb "la qualitat atroç del joc" i que se sent com un "joc de pressupost dolent que ni tan sols val $20".
Els crítics tenen opinions mixtes sobre el joc en general. McCormick va dir que mentre la jugabilitat era insuficient, "Alpha Protocol" és una fascinant "simulació d'espies" que té una història personal i convincent. Tan ho va qualificar d'un estrany híbrid amb una jugabilitat decebedora i mitjana, i sistemes provocatius de rol, i va descriure el joc com un títol divisor. Molts crítics van dir que el joc necessita una seqüela per millorar les seves deficiències. Onyett va dir que tenia les bases per a ser entretingut, però les nombroses mancances de joc minaven el seu potencial. VanOrd va descriure el joc com un "trencaclosques de 5.000 peces que falten 500 peces", i va dir que, tot i que era ambiciós, estava incomplet i els errors de joc eren massa importants per ser ignorats. Sterling va subratllar l'ambició del joc, però va dir que els seus problemes d'execució i les seves greus mancances fonamentals omplien l'experiència. Donlan va dir que el joc pot enganxar constantment els jugadors, tot i que els frustrarà constantment.
Des de 2013, la reputació del joc va millorar. Tony Deans de Hardcore Gamer va dir que les opcions incloses en el joc feien que la narrativa fos absurda i atractiva, i que qualsevol petita elecció pogués tenir conseqüències importants. Va concloure dient que cada jugador de rol hauria de jugar aquest joc. Richard Cobbett d'Eurogamer el va qualificar com el millor joc d'espies que s'ha fet mai, apreciant que la història i els personatges reaccionen a les opcions dels jugadors i que els altres jocs n'haurien d'aprendre. Va concloure expressant el seu desig d'una seqüela. Phil Savage va comentar el joc "un meravellós embolic, ple de grans idees, però obstaculitzat per les dificultats de desenvolupament". Va criticar l'obertura del nivell d'Aràbia Saudita per ser "monòton", però els nivells posteriors van ser més variats i interessants. Va pensar que el joc hauria de ser aplaudit per la seva configuració moderna que rarament va ser explorada per altres jocs de rol, i va afegir que hi ha molts excel·lents dissenys de jocs i sistemes d'Obsidian o altres empreses de desenvolupament de jocs que poden desenvolupar. Anthony Burch, de Destructoid, va felicitar el sentit de l'humor del joc, la varietat final i el sistema de combat, en què va afirmar que el seu "trencament" es va fer divertit. Va concloure qualificant-lo com un dels millors jocs de rol, i el va comparar amb Mass Effect. Rowan Kaiser d'Engadget va comparar positivament el joc amb Deus Ex, dient: "els punts forts dels dos jocs apunten cap al futur dels videojocs".

### Llegat
Al Regne Unit, el joc va ser el tretzè producte de programari de venda al detall relacionat amb l'entreteniment més venut en la seva setmana de llançament. Un mes després del llançament, el joc havia venut 700.000 còpies als Estats Units i a Europa. Les lentes vendes del joc van contribuir als resultats financers més baixos del que esperava Sega en els tres mesos que finalitzaven el 30 de juny de 2011.
Sega no va estar satisfeta amb el rendiment comercial del joc i va anunciar que no hi hauria cap seqüela. El joc va aconseguir seguidors de culte en sortir a la venda, principalment a causa del seu sistema de les opcions dels jugadors. Obsidian Entertainment havia manifestat públicament el seu desig de desenvolupar una seqüela d'Alpha Protocol, per la qual cosa l'equip de desenvolupament tenia noves idees. El propietari de la propietat intel·lectual de Sega ha d'aprovar qualsevol seqüela per a la qual no hagi anunciat cap pla.